# Пеле Рід
Пеле́ Рід (англ. Pele Reid; *11 січня 1973, Бірмінгем, Велика Британія) — англійський спортсмен, професійний боксер та кікбоксер. Інтер-континентальний чемпіон з боксу у важкій ваговій категорії за версією WBO (1997 рік). Чемпіон світу з кікбоксингу у важкій ваговій категорії за версією WAKO (1993 рік). Чемпіон Європи з кікбоксингу у важкій ваговій категорії за версією WAKO (1992 рік).

## Виступи на світовому рівні
| Рік  | Подія                                | Дисципліна                           | Місце |
| ---- | ------------------------------------ | ------------------------------------ | ----- |
| 1993 | Чемпіонат світу (Атлантик-Сіті, США) | півконтакт, важка вага (понад 89 кг) |       |
| 1992 | Чемпіонат Європи (Варна, Болгарія)   | півконтакт, важка вага (понад 89 кг) |       |

Пеле Рід відомий тим, що нокаутував багаторазового чемпіона світу з боксу та кікбоксингу Віталія Кличко у фіналі чемпіонату Європи з півконтактного кікбоксингу у Варні, в 1992 році. Пеле здобув низку значних перемог і титулів на міжнародному рівні, та перемога над Кличком, який більше не був переможений у такий спосіб жодним суперником, залишається найбільш знаковою в кар'єрі Ріда. Певний час факт перемоги був пов'язаний із спекуляціями у пресі, а сам Кличко стверджував, що поразку спричинив лоу-кік — удар ногою в стегно, втім, відеозапис поєдинку демонструє момент нокауту інакше — удар ногою з розвороту в голову.
Після успішної кар'єри в любительському кікбоксингу Пеле Рід перейшов у професійний бокс, де виступав 14 років і завоював кілька титулів, найбільш значним з яких є титул інтер-континентального чемпіона (версія WBO), який Пеле виборов у 1997 році.
У 2000-х роках Рід повернувся у кікбоксинг, вже професійний, і виступав у лізі K-1. Завершив кар'єру серією поразок.